# شيلاله
شيلاله (بالإنجليزية: Šilalė) هي منطقة سكنية تقع في ليتوانيا في مقاطعة تاوراغه.[بحاجة لمصدر] يقدر عدد سكانها بـ 6,157 نسمة .

## أعلام
- إدفيناس غيرتموناس
- لوكاس ليكافيتشيوس
- راموناس نافاردوساكاس
- ماريجوناس بيترافيتشيوس